# Benderplatz
Der Benderplatz ist ein etwa 552 m hoher Gebirgspass im Mittleren Pfälzerwald, einem Teil des Mittelgebirges Pfälzerwald, in Rheinland-Pfalz. Auf dem Pass verläuft die Grenze zwischen den Waldgemarkungen der Gemeinden Gommersheim (Gommersheimer Wald) und Rhodt unter Rietburg.

## Geographie

### Lage
Der Benderplatz liegt im Biosphärenreservat Pfälzerwald-Vosges du Nord und im Naturpark Pfälzerwald. Er bildet den Bergsattel zwischen dem Steigerkopf (613,6 m) und dem Sauhag (628 m), einem Nebengipfel des Kesselbergs (661,8 m), der nach der Kalmit (672,6 m) der zweithöchste Berg im Pfälzerwald ist.

### Fließgewässer
Nordöstlich des Benderplatzes entspringen der Triefenbach und sein erster Zufluss, der Bach vom Sauhag. Im Südwesten liegt das Küchental als kleines Seitental des Modenbachtals; der Küchentalbach entwässert in den Modenbach.

## Geschichte
Die Passhöhe ist nach Friedrich Bender (1869–1932) benannt. Er war einer der Mitbegründer des Ortsverbands Edenkoben des Pfälzerwald-Vereins. An ihn erinnert der Ritterstein 241 am Rande des Benderplatzes. Der Ritterstein besitzt nicht das typische Ritterstein-Layout mit einer gelb nachgezeichneten Gravur-Inschrift und dem P.W.V.-Kürzel; denn es ist Benders Grabstein, der im Jahr 1984 vom Friedhof in Edenkoben zum Benderplatz versetzt wurde.

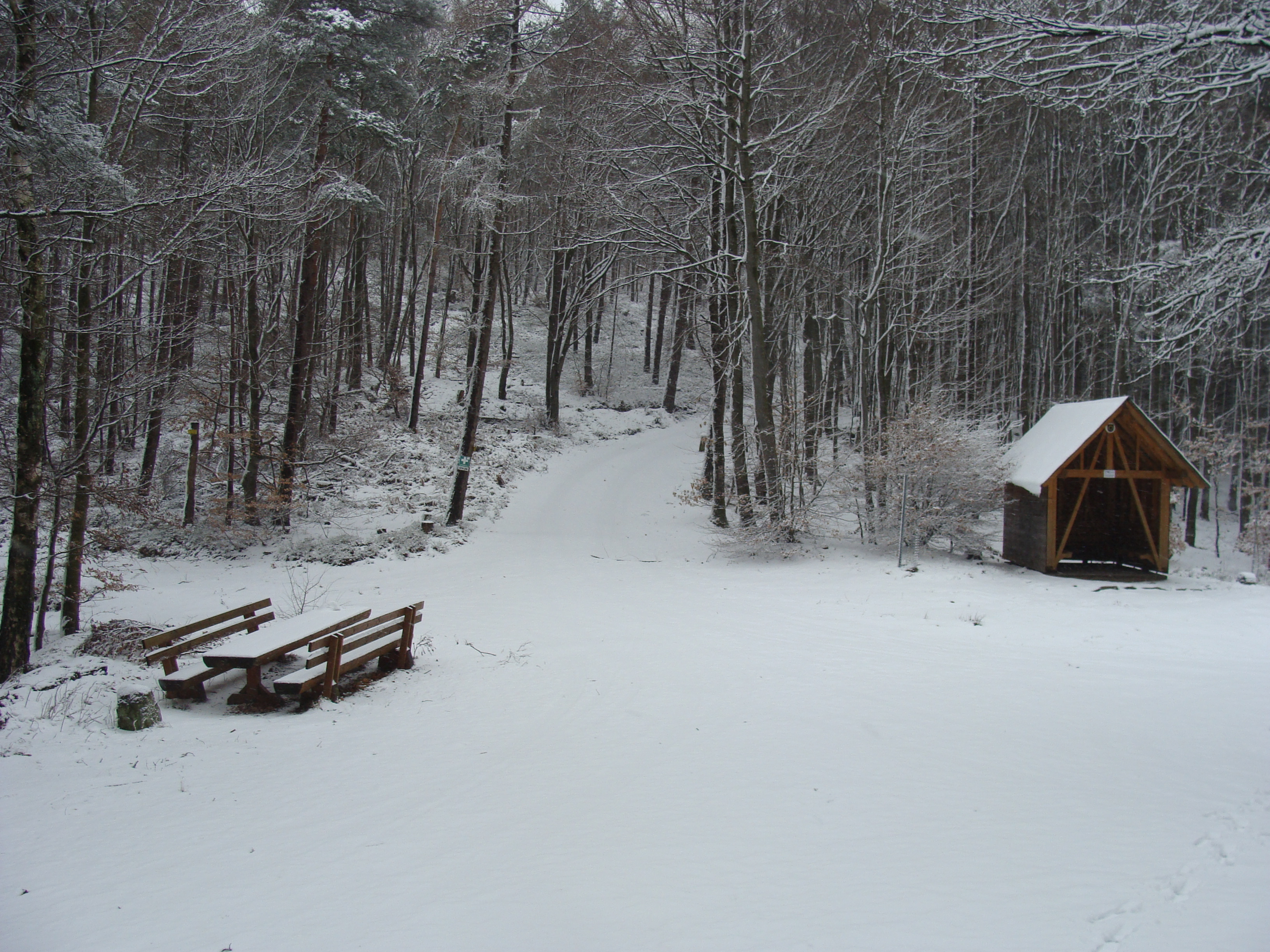
Benderplatz im Winter
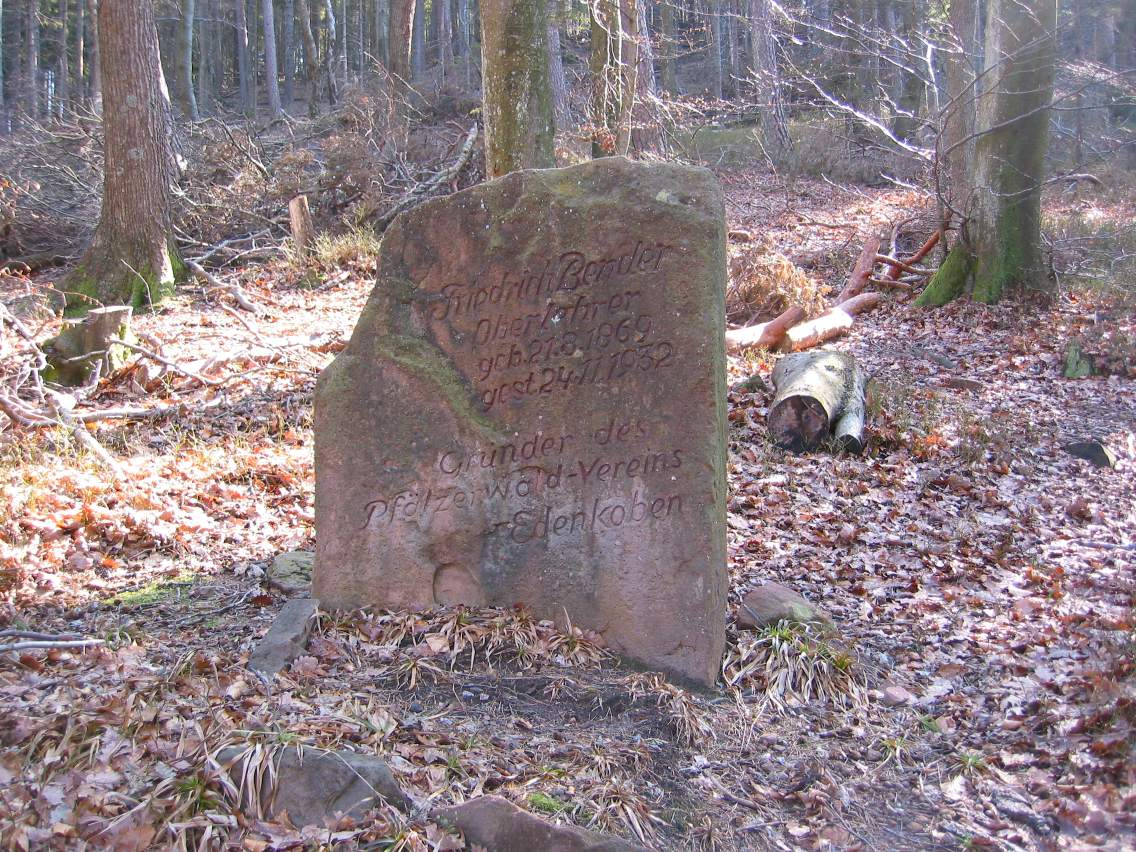
Ritterstein 241

## Wandern und Schutzhütten
Der Benderplatz ist ein zentraler Knotenpunkt, eine sogenannte Wegspinne, im Naturpark Pfälzerwald. Sie kann auf Wanderwegen wie dem Fernwanderweg Franken-Hessen-Kurpfalz von Norden aus dem Edenkobener Tal und von Süden aus dem Modenbachtal erreicht werden. Als nächstgelegener Gipfel kann der Steigerkopf (613,6 m) mit dem Schänzelturm bestiegen werden. Ein Wanderpfad führt über den Sauhag zum Gipfel des Kesselbergs. Wanderwege verlaufen vorbei am Kesselberg zum Kohlplatz (465,9 m) oder vorbei am Steigerkopf zur Lolosruhe (573,8 m). Weiterhin ist der Frankenberg (556,6 m) mit den Resten der Frankenburg am Frankenfelsen erreichbar.
Nahegelegene bewirtschaftete Schutzhütten des Pfälzerwald-Vereins sind die Amicitia-Hütte, die Nellohütte und die Edenkobener Hütte am Hüttenbrunnen. Weitere bewirtschaftete Hütten sind das Naturfreundehaus am Steigerkopf und das Forsthaus Heldenstein.
| Forsthaus Heldenstein              | Steigerkopf Lolosruhe Forsthaus Heldenstein    | Naturfreundehaus am Steigerkopf                    |
| Forsthaus Heldenstein Modenbachtal |                                                | Edenkobener Tal Edenkobener Hütte am Hüttenbrunnen |
| Küchenkopf                         | Kohlplatz Amicitiahütte Nellohütte Frankenberg | Sauhag Kesselberg                                  |